# Místenka

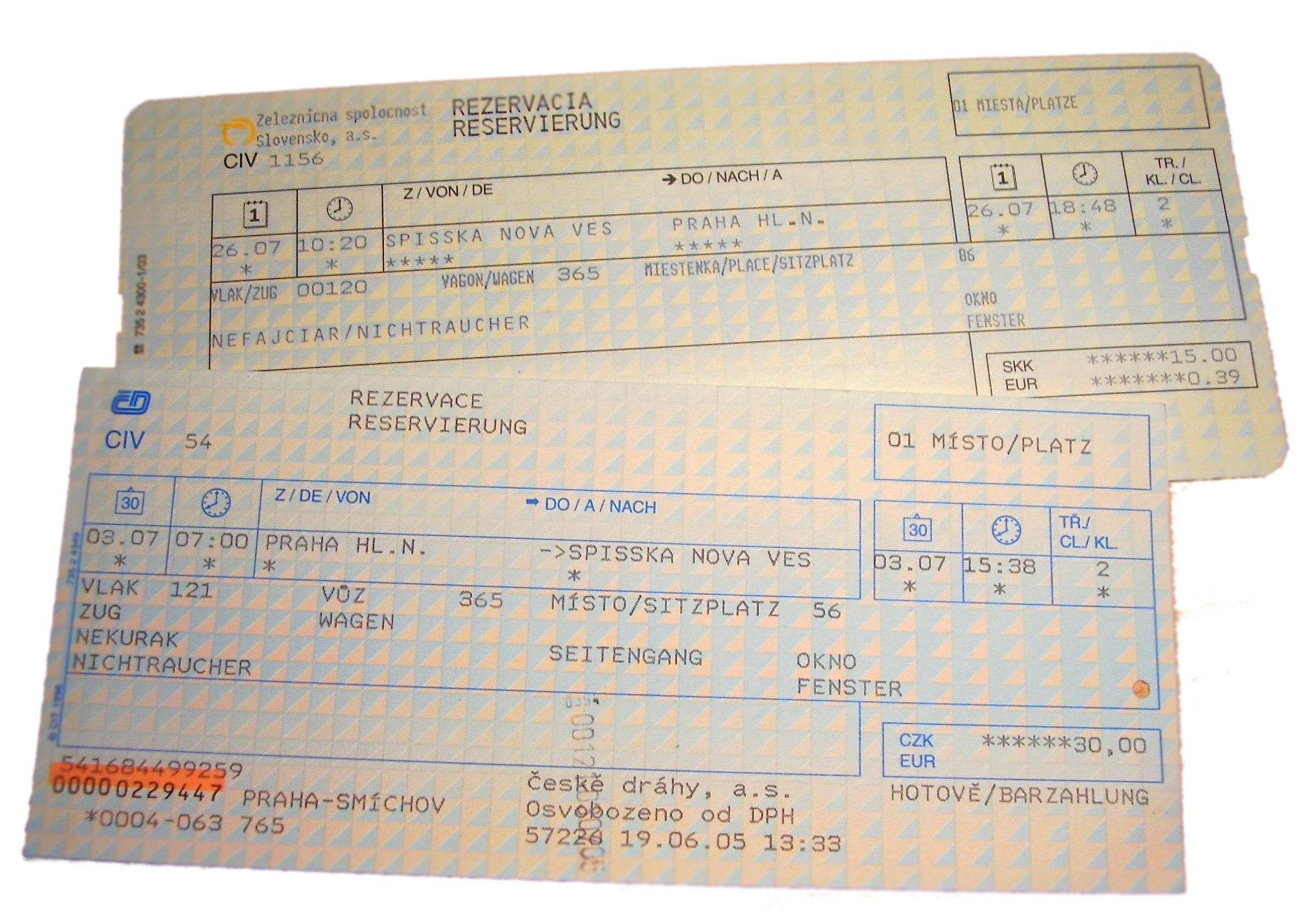
Místenky na vlak EC vydané Českými drahami (dole) a Železniční společností Slovensko (nahoře)

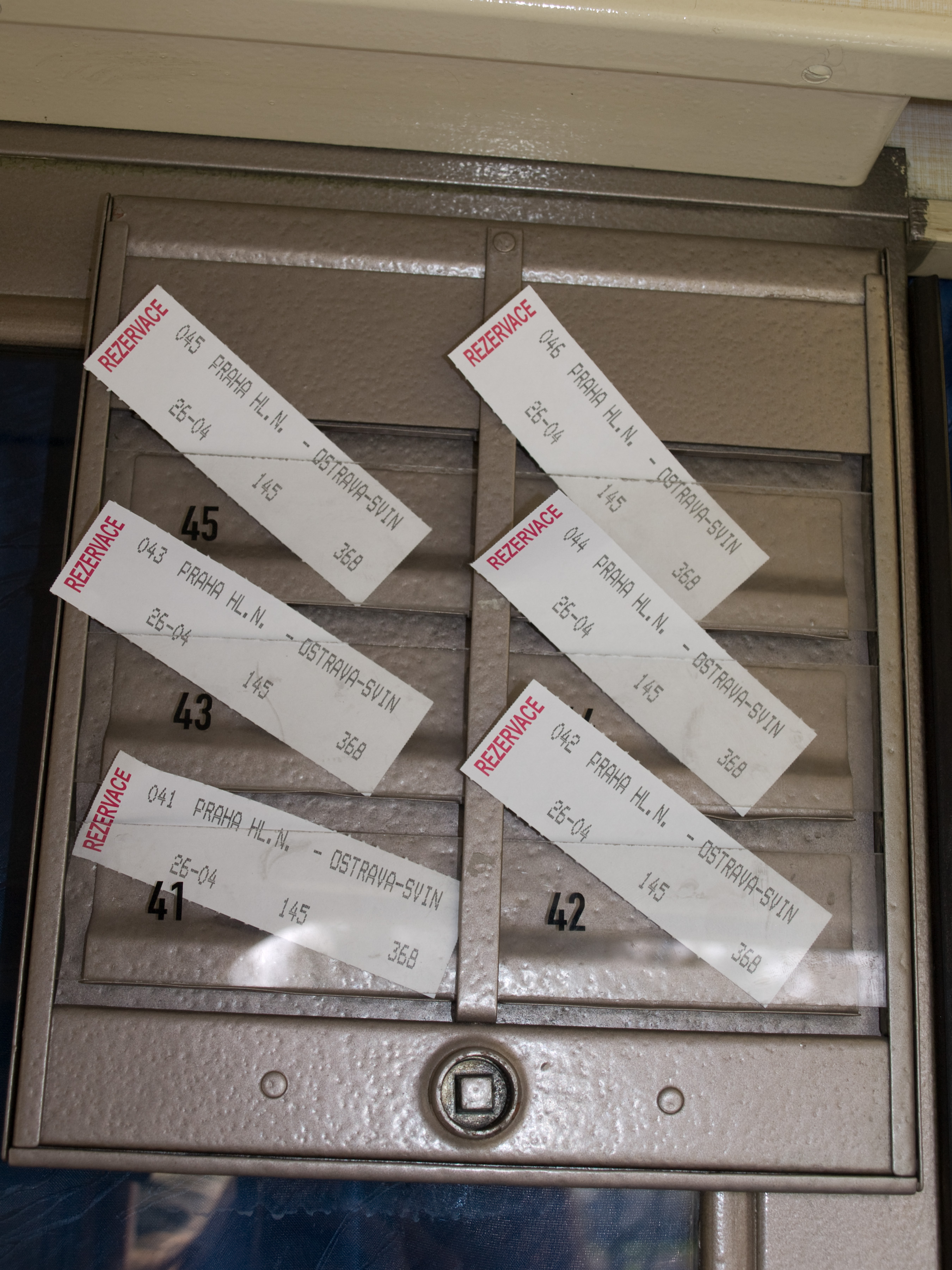
Rezervační lístky, tj. upozornění na sedadla obsazená místenkou

Místenka (rezervační doklad) je v kontextu veřejné hromadné osobní dopravy doklad o závazné rezervaci místa k sezení v dopravním prostředku. Místenky se používají zejména v dálkové železniční a autobusové dopravě – v železniční dopravě zpravidla jen ve vlacích vyšší kvality (rychlík, expres, spěšný vlak atd.). Nejčastěji se prodávají společně s jízdenkou, často na společném dokladu (jízdenka s místenkou), v železniční dopravě však obvykle je možné k jízdence zakoupené v předprodeji (popřípadě k časové nebo síťové jízdence) dokoupit místenku samostatně. Použití jízdenky je však zpravidla poté touto místenkou omezeno – jízdenku nelze využít v jiném spoji, než který určuje místenka. Samostatnou jízdenku mohou zakupovat také lidé, kteří mají nárok na bezplatnou přepravu. Rezervace míst se běžně používá též v letecké dopravě a dálkové námořní dopravě, v kulturních a restauračních zařízeních a podobně.
Vozy nebo spoje mohou být buď povinně místenkové (cestující bez místenky nejsou k přepravě připuštěni) nebo nepovinně (cestující bez místenky pak jsou povinni uvolnit místa cestujícím, kteří na ně mají zakoupenou místenku).
Vozy nasazované na místenkové spoje mívají sedadla označená rozlišovacími čísly – ta mohou být uvedena například na opěradle sedadla, na stěně za sedadlem nebo vedle sedadla, na konstrukci pro uložení zavazadel nad sedadlem a podobně. V železniční dopravě, někdy i v autobusové dopravě, bývají navíc očíslované jednotlivé vozy zařazené do vlaku nebo nasazené na spoj. Řazení místenkových vozů ve vlaku bývá zveřejňováno v jízdním řádu. V nepovinně místenkových vozech dopravce obvykle označuje místa, na něž byla zakoupena místenka, tzv. rezervačním lístkem, tj. informací o tom, která místa a případně též ve kterých úsecích jsou zadána; v modernějších vozech může být tato informace zobrazena na displeji.

## Rezervační místenkové systémy
V minulosti, v době před dostupností počítačových sítí, bylo zpravidla možné místenky zakoupit jen ve velmi omezeném počtu míst, často jen z výchozí zastávky spoje. Provozování rezervačního systému bylo velmi náročné na organizaci a nezřídka se stávalo, že z důvodu organizačních chyb bylo v různých místech vydány místenka na stejná místa a stejný spoj, což pak musel na místě řešit průvodčí nebo řidič.
Moderní elektronické rezervační systémy umožňují on-line propojení prodejních terminálů v reálném čase a tím i snížení chybovosti a větší efektivitu systému.
V České republice fungují dva dominantní rezervační systémy: AMSBUS pro autobusovou dopravu a ARES pro železniční dopravu. Do rezervačních systémů jsou zapojena prodejní místa různých provozovatelů (dopravců, cestovních a informačních kanceláří atd.), smluvně vázaných s organizátorem systému. Někteří autobusoví dopravci, například Student Agency, mají navíc své vlastní rezervační systémy nebo prodejní místa nezahrnutá do širšího systému.
Začátkem 21. století se rozšiřují i možnosti předběžné nebo i závazné rezervace míst přes internet nebo mobilní telefon. Pokročilejší systémy umožňují zakoupení elektronické jízdenky.

## Obdobné systémy
V letecké dopravě se obvykle termín místenka nepoužívá, systémy rezervace míst jsou však obdobné.
V lůžkových a lehátkových železničních vozech je rezervace místa k sezení spojena s lůžkovým nebo lehátkovým lístkem.
Na podobném principu fungují i některé předprodejní systémy vstupenek, například do divadel, kin nebo na jiné kulturní nebo sportovní akce. Vstupenky mohou být buď neadresné, nebo mohou určovat jedno konkrétní místo k sezení či k stání.